# ضیافت (نمایشنامه)
ضیافت یک نمایشنامهٔ تک‌پرده‌ای از بهرام بیضایی است، نوشته به سالِ ۱۳۴۶، که نخستین بار آذرماهِ همین سال به کارگردانیِ نویسنده در تالارِ ۲۵ شهریورِ تهران به نمایش درآمد.

## متن
ضیافت در بهارِ ۱۳۴۶ نوشته شد و نخستین بار آذرِ همین سال در مجلّهٔ پیام نوین چاپ شد. سالِ ۱۳۵۵ این تک‌پرده‌ای با میراث در کتابِ میراث و ضیافت آمد و در ۱۳۸۲ صورتِ بازنگریسته‌اش همراهِ نمایشنامه‌های دیگرِ دههٔ ۱۳۴۰ نویسنده در دیوان نمایش منتشر شد. همین متنِ جدید از دیِ ۱۳۹۳ باز هم با میراث در مجموعهٔ کوچکی این بار با نامِ ضیافت / میراث منتشر شد.

## نخستین نمایش
در غیابِ عبّاس جوانمرد، بیضایی این نمایش را با اعضای گروهِ هنرِ ملّی تمرین و کارگردانی کرد و در آذرِ ۱۳۴۶ با میراث در تالارِ ۲۵ شهریورِ تهران نمایش داد. عنایت‌الله بخشی و حسین کسبیان و بهمن مفید بازیگرانِ این نمایش بودند.

## به زبان‌های دیگر
جمال ایمانی ضیافت را به کردی ترجمه و سالِ ۱۴۰۰ در ایران منتشر کرد:
- به‌یزایی، به‌هرام (۱۴۰۰). زیافه‌ت. ترجمهٔ ئیمانی، جه‌مال. سه‌قز: گوتار. شابک ۹۷۸-۶۰۰-۸۶۵۷-۹۲-۷.